# John Denver
Henry John Deutschendorf, Jr. (Roswell, Nuevo México, 31 de diciembre de 1943-Bahía de Monterrey, cerca de Pacific Grove, California; 12 de octubre de 1997), conocido por su nombre artístico John Denver, fue un músico de country y actor estadounidense. Fue uno de los artistas acústicos más populares de la década de 1970 y uno de los artistas más vendidos de esa década. AllMusic ha llamado a Denver «uno de los artistas más queridos de su época».
Murió a los 53 años de edad en un accidente aéreo cuando pilotaba un Rutan Long-EZ, un avión experimental de fibra de vidrio.

## Biografía
John Denver nació en Roswell, Nuevo México. Su padre, Henry Deutschendorf, Sr., era oficial de la Fuerza Aérea e instructor de vuelo. Denver nació cuando su padre estaba en el Roswell Army Air Field. Creció en numerosas bases del sudoeste estadounidense. Denver entró en el instituto en Fort Worth, Texas y más tarde en el Texas Tech donde fue miembro de la fraternidad Delta Tau Delta. En dicha época comenzó una carrera en solitario.
Este mismo año lanzó su primer LP, Rhymes and Reasons. Durante los cuatro años siguientes, gracias a álbumes como Whose Garden Was This, Take Me to Tomorrow y Poems, Prayers and Promises se estableció como una estrella de la canción estadounidense popular.

## Carrera

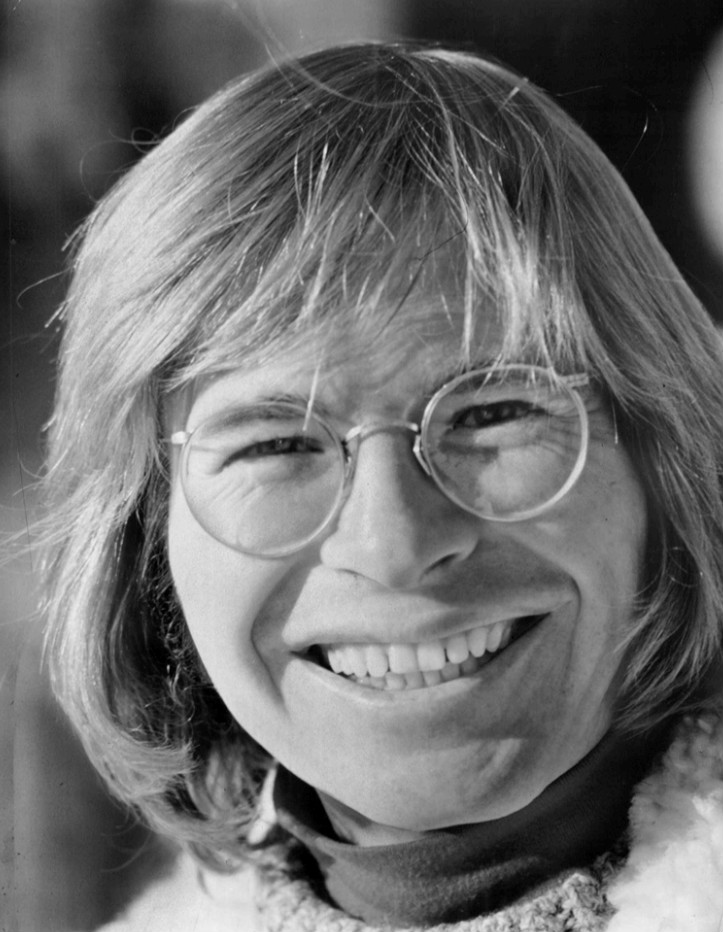
John Denver en 1973.

Denver tenía una exitosa carrera como cantante y compositor, y una carrera menor como actor -su película más notable, hecha en 1977, fue Oh, God!. En 1994 escribió una autobiografía titulada Take Me Home. Se mudó a Aspen, Colorado persiguiendo su primer éxito en solitario con Leaving on a Jet Plane.
Denver no sólo es conocido como cantante, lo es por su labor humanitaria. Trabajó extensamente en proyectos de conservación y ayudó a crear el Arctic National Wildlife Refuge en Alaska. También fundó su propio grupo ecologista llamado Windstar Foundation. Denver tuvo también mucho interés en las causas y las soluciones del hambre, y visitó África durante la década de 1980 para ser testigo de primera mano del sufrimiento causado por el hambre y también para trabajar con los líderes africanos detrás de una solución.
Después de una agradable experiencia en The Muppet Show, grabó otros dos especiales con muñecos: John Denver and the Muppets: A Christmas Together (1979) y John Denver and the Muppets: Rocky Mountain Holiday (1982).
Desafiando todas las etiquetas convencionales, John Denver ocupó un singular lugar en la música estadounidense: un compositor cuyo inmenso trabajo popular que habitaba el mundo natural. Canciones como Take Me Home, Country Roads, Leaving on a Jet Plane o Rocky Mountain High son famosas en todo el mundo. Las características de sus canciones son: una melodía dulce, un acompañamiento de guitarra elegante y una verdadera convicción en sus letras. Fue uno de los pocos cantantes occidentales conocidos más allá de Europa, incluyendo África, India y el sudeste asiático.
Justo en la cima de su carrera John Denver fue reconocido por el gobernador de Colorado como el poeta del Estado. En ese momento su discográfica “Windsong” era la responsable del éxito «Afternoon Delight» de Starland Vocal Band, él apareció en una gran cantidad de especiales de televisión y en 1977 tuvo una aparición estelar en la película “Oh, God!” junto a George Burns. Durante esa época también recortó significativamente su producción hasta 1980 con “Autograph”.

## Giras mundiales y otros proyectos

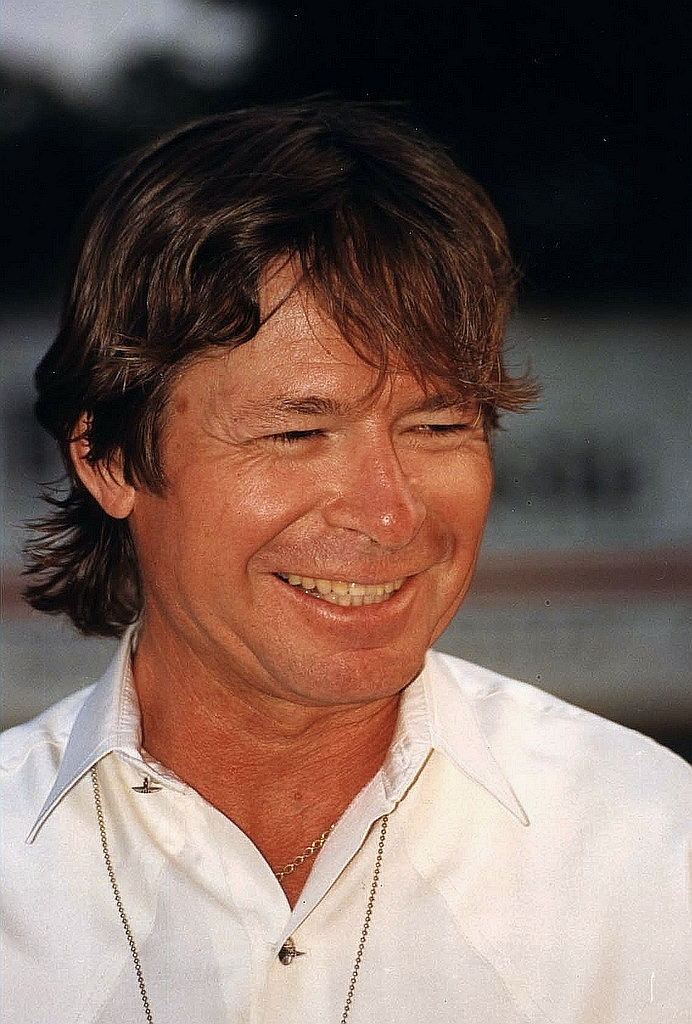
John Denver en mayo de 1995.

En 1981 se presentó junto con el tenor Plácido Domingo, pero en la medida en que avanzaban los años 1980 su popularidad decaía. Mucho del declive obedecía a que ahora concentraba sus energías en temas humanitarios, ecológicos y relacionados con la paz mundial.
En febrero de 1985 se presentó en el XXVI Festival Internacional de la Canción de Viña del Mar (Chile) y causó un gran suceso en dicho país. En mismo año, durante su segunda visitó la Unión Soviética, el subdirector de Asuntos Culturales de Leningrado presentó a Denver ante la prensa diciendo:

Hay un dicho ruso que dice que la primera manifestación de la primavera no nos dirá cómo será toda la estación, pero esa primera manifestación puede marcar el cambio a una estación más caliente. Esperamos que esta visita de John Denver conduzca a una relación cultural más cálida entre Estados Unidos y la Unión Soviética.

Denver respondió:

Como artista y cantante estoy comprometido con construir entendimiento y amistad entre los pueblos.

Sus esfuerzos por la paz y la desaparición del hambre le llevaron a escribir a Ronald Reagan y a Mijaíl Gorbachov para que destinaran más dinero a solventar los problemas del hambre que a las armas. Hacia mediados de 1985, Denver testificó junto a Frank Zappa y Dee Snider en un asunto de la censura en una audiencia de la PMRC.
En 1987 se presentó en China, la Unión Soviética y en la recientemente devastada Chernobyl. El esfuerzo de Denver por estrechar lazos entre las potencias enfrentadas en la Guerra Fría le llevó a grabar una canción contra el armamentismo junto con el cantante soviético Alexandre Gradsky, la primera vez que el régimen permitía algo parecido.
Más tarde, hacia 1992, John Denver viajó aún más lejos para presentarse en China y en 1994 cantó en Vietnam, siendo la primera vez que un artista estadounidense cantaba después de la guerra de Vietnam.
A lo largo de su vida, John Denver recibió todo tipo de reconocimientos que van desde los que se entregan a los artistas, hasta los que solo se le dan a aquellas personas que hacen lo humanamente posible para hacer de este un mundo mejor.
En los meses inmediatamente anteriores a su muerte en un accidente de avión en 1997 a la edad de 53 años, estuvo grabando un episodio de Nature Series, centrado en las maravillas naturales, la inspiración de sus canciones más queridas. El resultado es una película conmovedora y melódica que registra sus últimos viajes en el yermo y contiene su última canción «Yellowstone, Coming Home», compuesta mientras navegaba por el río Colorado con su hijo y su hija pequeña.

## Vida personal
El primer matrimonio de Denver en 1967 fue con Annie Martell de St. Peter, Minnesota. Ella fue el tema de su canción "Annie's Song", que compuso en diez minutos mientras estaba sentado en un remonte de Colorado. Vivieron en Edina, Minnesota, de 1968 a 1971. Después del éxito de "Rocky Mountain High", inspirado en un viaje de campamento con Annie y algunos amigos, Denver compró una residencia en Aspen, Colorado. Vivió en Aspen hasta su muerte. Los Denver adoptaron a un niño, Zachary John, y a una niña, Anna Kate, quienes, según Denver, estaban "destinados a ser" suyos. Denver dijo una vez: "Te diré lo mejor de mí. Soy el padre de un chico; soy el padre de una pequeña chica". Cuando muera, el padre de Zachary John y Anna Kate, muchacho, eso es suficiente para mí para ser recordado por "Eso es más que suficiente." Zachary fue el tema de "A Baby Just Like You", una canción que incluía la frase "Feliz Navidad, pequeño Zachary" y que escribió para Frank Sinatra. Denver y Martell se divorciaron en 1982. En una entrevista de 1983 mostrada en el documental John Denver: Country Boy (2013), Denver dijo que las demandas profesionales los separaban; Martell dijo que eran demasiado jóvenes e inmaduros para lidiar con el repentino éxito de Denver. Para dejar claro que sus bienes se estaban dividiendo en el divorcio, cortó su lecho conyugal por la mitad con una motosierra.
Denver se casó con la actriz australiana Cassandra Delaney en 1988 después de un noviazgo de dos años. Al instalarse en la casa de Denver en Aspen, la pareja tuvo una hija, Jesse Belle. Denver y Delaney se separaron en 1991 y se divorciaron en 1993. De su segundo matrimonio, Denver dijo que "antes de que nuestro breve matrimonio terminara en divorcio, ella logró dejarme en ridículo de un extremo al otro del valle".
En 1993, Denver se declaró culpable de un cargo de conducir en estado de ebriedad y fue puesto en libertad condicional. En agosto de 1994, mientras aún estaba en libertad condicional, fue nuevamente acusado de un delito menor por conducir bajo los efectos del alcohol después de estrellar su Porsche contra un árbol en Aspen. Aunque un juicio en julio de 1997 resultó en un jurado en desacuerdo sobre el segundo cargo de DUI, los fiscales decidieron reabrir el caso, que se cerró sólo después de la muerte accidental de Denver en octubre de 1997. En 1996, la Administración Federal de Aviación (FAA) determinó que Denver estaba médicamente descalificado para operar una aeronave debido a que no se abstuvo de consumir alcohol; en octubre de 1995, tras la condena de Denver por conducir en estado de ebriedad, la FAA había ordenado a Denver que se abstuviera de consumir alcohol si deseaba seguir pilotando aviones.
Más allá de la música, los intereses artísticos de Denver incluían la pintura, pero debido a su agenda limitada, Denver se dedicó a la fotografía y dijo una vez que "la fotografía es una forma de comunicar un sentimiento". Una exposición de más de 40 fotografías nunca antes vistas tomadas por Denver debutó en la Galería Leon de Denver, Colorado, en 2014.
Denver también era un ávido esquiador y golfista, pero su principal interés era volar. El amor de Denver por volar era superado sólo por su amor por la música. En 1974, Denver compró un Learjet para ir a conciertos en avión. Era un coleccionista de biplanos antiguos y poseía un avión acrobático Christen Eagle, dos aviones Cessna 210 Centurion y un Rutan Long-EZ de 1997 construido por aficionados.
El 21 de abril de 1989, Denver sufrió un accidente de avión mientras rodaba por la pista del aeropuerto municipal de Holbrook en su antiguo biplano de 1931. Denver había hecho escala para repostar combustible en un vuelo desde Carefree, Arizona a Santa Fe, Nuevo México. Los informes indicaron que las ráfagas de viento alcanzaron el avión, lo que provocó que girara y sufriera daños importantes. Denver no resultó perjudicado por el incidente.

## Muerte

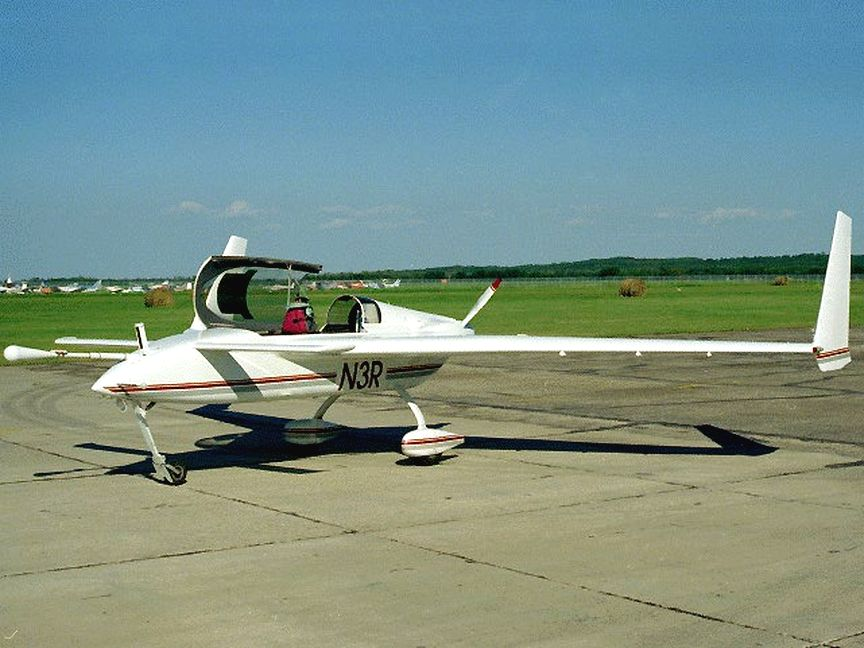
Un Long-EZ biplaza similar al de John Denver

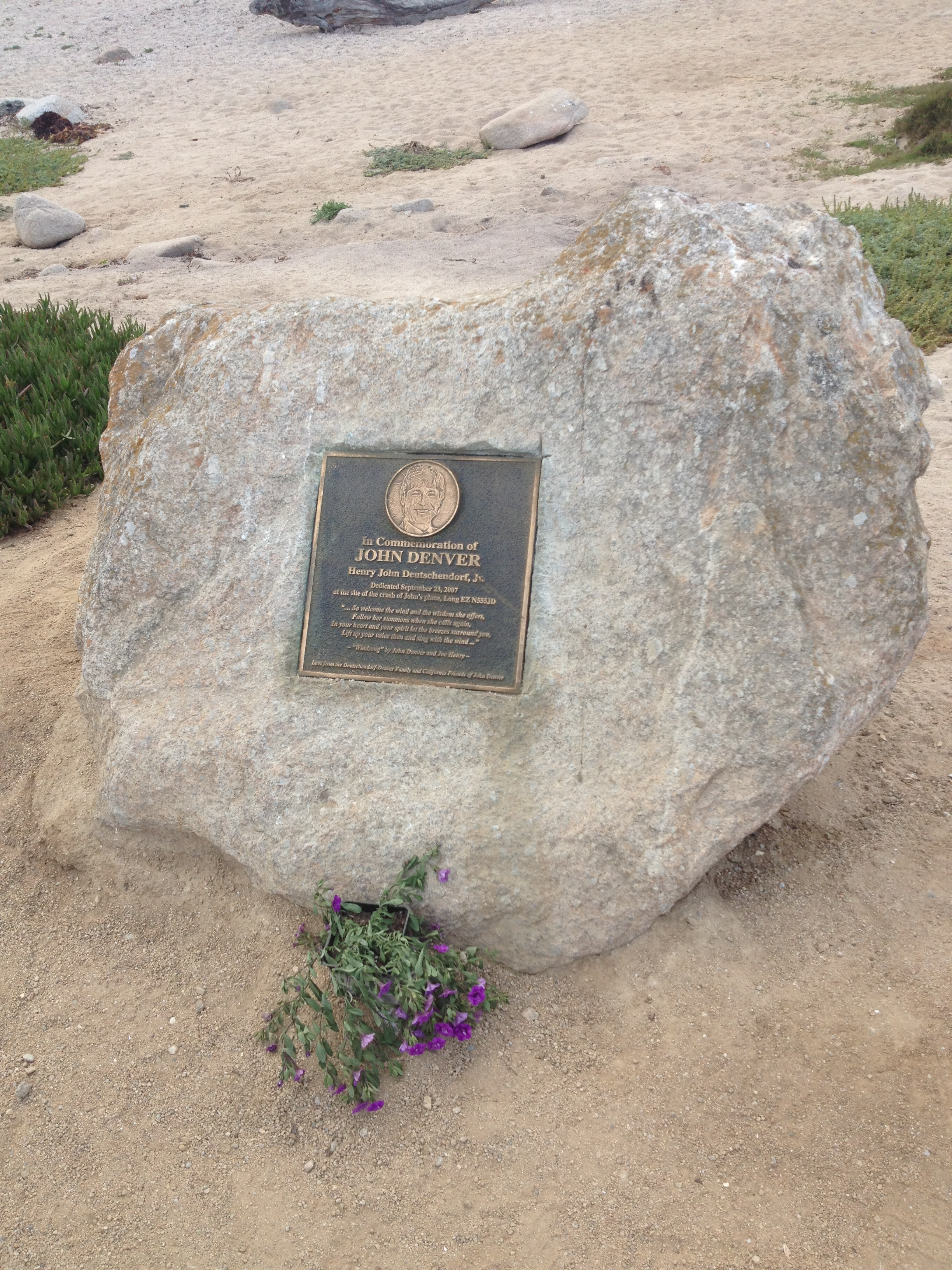
Placa conmemorativa a John Denver, en California.

Denver tuvo dos pasiones en su vida: la música y volar. Como piloto experimentado, Denver tenía su propio Learjet, planeadores y voló en aviones acrobáticos y a veces en un F-15. Esta pasión por el aire le costó a Denver la vida cuando cayó al mar en su recientemente adquirido Rutan Long-EZ (N555JD) el 12 de octubre de 1997. Denver ya había sufrido un accidente aéreo en 1989.
El percance sucedió durante un vuelo solitario, cuando se estrelló en las inmediaciones de una playa del Océano Pacífico, cerca de Pacific Grove, California.
Su vuelo lo había iniciado a las 17:12 UTC Tiempo del Pacífico, y la tragedia se estimó que ocurrió a las 17:28 UTC, alrededor de 15 a 16 minutos después de su despegue.
Los medios de comunicación publicaron versiones contradictorias sobre la causa del accidente, aunque de hecho fueron varias (lo que es común en los accidentes aéreos) y, en última instancia, pudo ser un error del piloto por no preparar adecuadamente el vuelo en un avión poco familiar para él; o bien pudo cometer  un error en el pilotaje al intentar cambiar al depósito de combustible derecho, dirigiendo inadvertidamente el avión hacia un terreno escarpado.
La investigación posterior al accidente realizada por la Junta Nacional de Seguridad del Transporte (NTSB) mostró que la causa principal del accidente fue la incapacidad de Denver para cambiar los tanques de combustible durante el vuelo. La cantidad de combustible se había agotado durante el vuelo del avión a Monterey y en varias breves prácticas de despegues y aterrizajes que Denver realizó en el aeropuerto inmediatamente antes del vuelo final. Su Rutan experimental recién comprado tenía una configuración inusual de la manija de la válvula selectora del tanque de combustible. La manija de la válvula selectora había sido diseñada por el diseñador del avión para ubicarse entre las piernas del piloto. En cambio, el constructor lo había colocado detrás del hombro izquierdo del piloto. El medidor de combustible también se colocó detrás del asiento del piloto y no era visible para la persona en los controles. Una entrevista de NTSB con el mecánico de la aeronave que presta servicio al avión de Denver reveló que él y Denver habían discutido la inaccesibilidad del mango de la válvula selectora de combustible de la cabina y su resistencia al giro.
El informe del accidente resaltó los siguientes factores:
- Denver comenzó el vuelo sabiendo que los depósitos estaban bajos de combustible pero descuidó el llenarlos, pensando que sería un viaje de una hora de duración.
- El selector de combustible estaba situado en un lugar poco común, difícil de alcanzar por el piloto.
- El selector de combustible no tenía marcas, e iba en función del instinto del piloto.
- Las vistas a la gasolina eran no lineales y no estaban marcadas, dando como resultado que no tuviera la intuición de la medida del combustible.
- Es probable que el combustible del depósito izquierdo del avión se consumiera durante la primera hora de vuelo.
- Denver tendría que haber aflojado su arnés y torcido el cuerpo para alcanzar el selector de combustible.
- Al hacer esto es probable que Denver pisara inadvertidamente el pedal del timón derecho.
- Con el pedal del timón presionado, el avión se habría precipitado hacia un terreno escarpado.
- Denver estaba preocupado en intentar cambiar al otro depósito y recuperar la energía del motor. Al hacer esto no detectó la ladera a la que se acercaba.
- El avión cayó al océano antes de que Denver pudiera recuperar el control.

El accidente de Denver ha ayudado a cambiar los sistemas de seguridad en aviones pequeños.
La vida de Denver fue honrada en la Iglesia Presbiteriana de la Fe en Aurora, Colorado, el 17 de octubre de 1997.

## Artistas relacionados

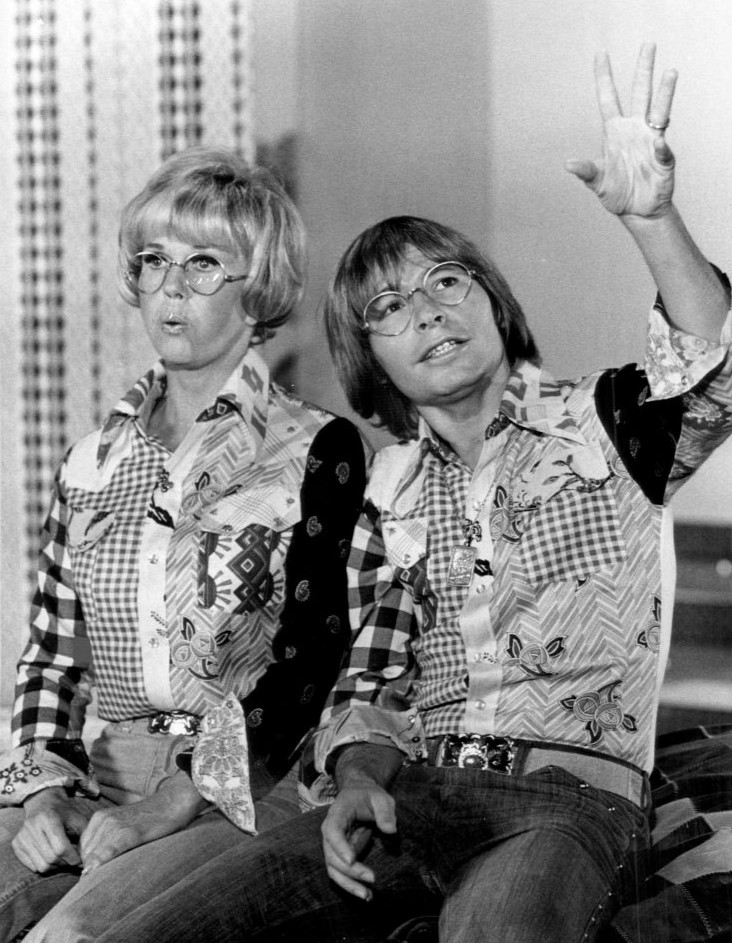
Doris Day y John Denver en 1975.

Denver comenzó su carrera con el Chad Mitchell Trio; su distinguible voz pudo ser oída en las canciones en las que cantaba solo, como «Violets of Dawn». Grabó tres álbumes con el Mitchel Trio, sustituyendo a Chad Mitchell como líder del grupo. Su grupo Denver, Boise and Johnson lanzó un sencillo antes de comenzar su carrera de solista.
Bill Danoff y Taffy Nivert aparecen como cantantes y compositores de muchos álbumes de Denver antes de que formaran la Starland Vocal Band en 1976. Los álbumes de la banda fueron publicados con el sello Windstar de Denver.
El primer éxito como solista de Denver fue «Leaving on a Jet Plane», que fue grabado por Peter, Paul and Mary. Este fue el mayor éxito del grupo.
Denver grabó canciones de Tom Paxton, Eric Andersen, David Mallet y otros muchos de la escena folk, así como con el tenor Plácido Domingo.

## Discografía
En orden cronológico 1969-1991 (publicaciones en EE. UU.)

### RCA Records
- 1969 - Rhymes & Reasons †
- 1970 - Take Me To Tomorrow
- 1970 - Whose Garden Was This?
- 1971 - Poems, Prayers, and Promises †
- 1972 - Aerie
- 1972 - Rocky Mountain High †
- 1973 - Farewell Andromeda
- 1973 - Greatest Hits ††
- 1974 - Back Home Again †
- 1975 - An Evening with John Denver (2) (en vivo)
- 1975 - Windsong †
- 1975 - Rocky Mountain Christmas †
- 1976 - Spirit
- 1977 - Greatest Hits Vol. 2
- 1977 - I Want To Live
- 1978 - John Denver (JD)
- 1979 - A Christmas Together (with The Muppets)
- 1980 - Autograph
- 1981 - Some Days Are Diamonds
- 1982 - Seasons of the Heart
- 1983 - It's About Time
- 1983 - Rocky Mountain Holiday (with The Muppets)
- 1984 - Greatest Hits Vol. 3
- 1985 - Dreamland Express
- 1986 - One World

### Windstar Records
- 1989 - Higher Ground
- 1990 - Earth Songs
- 1990 - The Flower That Shattered the Stone
- 1990 - Christmas, Like a Lullaby
- 1991 - Different Directions

- † Álbumes considerados sus más importantes trabajos.
- †† El primer Greatest Hits fue importante históricamente porque contenía nuevas grabaciones de varios de sus temas más exitosos.

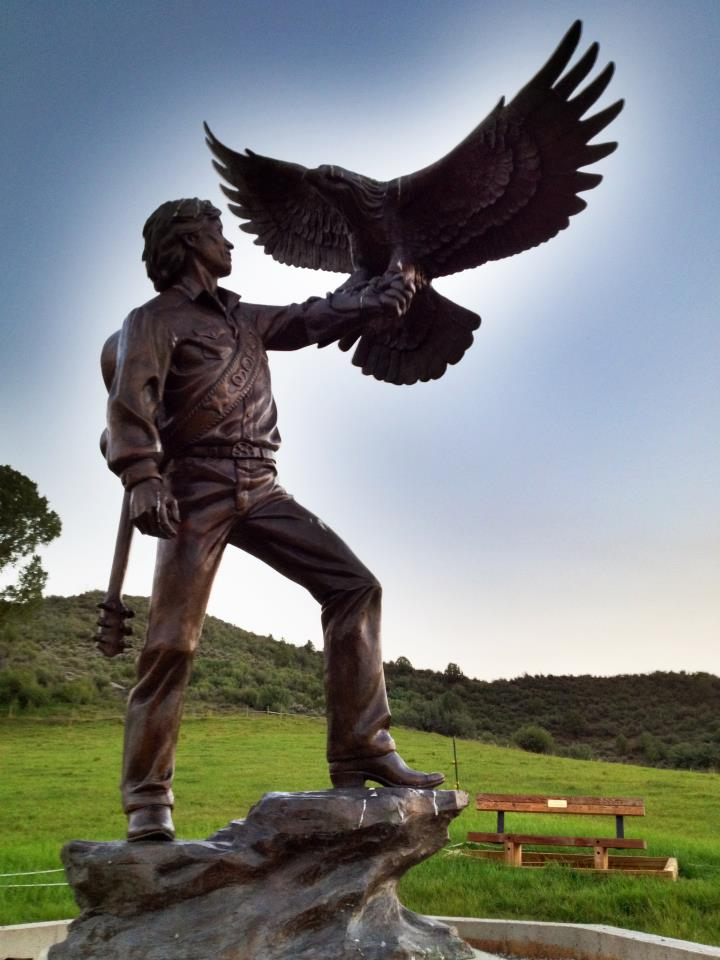
Estatua de John Denver, en Morrison, Colorado

## Canciones importantes
- «Leaving, On a Jet Plane» (1969) primero hecha éxito por Peter, Paul and Mary.
- «Take Me Home, Country Roads» (1971) – escrita por Denver con Bill y Taffy Nivert. Se convirtió en el himno de facto de Virginia Occidental, aunque no oficialmente.
- «Sunshine On My Shoulders» (1971) escrita por Denver con Dick Kniss y Mike Taylor.
- «Rocky Mountain High» (1972) escrita por Denver con Mike Taylor. Esta canción se convirtió en el himno de facto de Colorado.
- «Annie's Song», escrita en 1974, para su esposa Annie. Es muy popular entre los aficionados al Sheffield United, que la convirtieron en su himno no oficial. La melodía recuerda al oficial.
- «For Baby (For Bobby)»
- «Thank God I'm a Country Boy» (1974) escrita por John Sommers –ganó popularidad entre los fanes de los Baltimore Orioles.
- «Matthew»
- «Calypso» (1975) – tributo musical a Jacques-Yves Cousteau y su tripulación. El dinero que ganó fue donado a la Cousteau Society.
- «Perhaps Love» (1981) – dueto grabado con Plácido Domingo.
- «Don't Close Your Eyes Tonight» (1985)
- «Starwood in Aspen»
- «Aspenglow»
- «Rhymes and Reasons»

Todas están escritas por John Denver menos las excepciones anotadas.